# Иванов, Архип Матвеевич
Архи́п Матве́евич Ива́нов (1749—1821) — русский скульптор, академик скульптуры Императорской Академии художеств.

## Биография
Сын солдата Семёновского полка. Был принят в Императорскую Академию художеств по прошению 3 августа 1762 года вместе с младшим братом Михаилом. Учился в Императорской Академии художеств (1762—1770) у Н.-Ф. Жилле.
Получил от Академии художеств две серебряные медали за рисунки — малую (1766) и большую (1769), исполнил барельеф «Крещение великой княгини Ольги в Константинополе под именем Елены» в виде программы на большую золотую медаль, которую получил 30 июля 1770 года вместе с аттестатом на звание художника и правом на заграничное пенсионерство.
Пенсионер Академии художеств за границей (с 1770). Работал в Париже (1770—1773) под руководством О. Пажу (рисовал с моделей, «лепил с натуры бюсты и фигуры круглые», выполнял копии). За границей Иванов сильно заболел ревматизмом, прохворал целый год и поправился только в Риме (1773). В Риме (1773—1776) он снова принялся за рисование и лепление с антиков и с натуры в Капитолийской академии исполнял копии в мраморе. Просил (1773) Императорскую Академию художеств выслать ему его программу на золотую медаль для её исполнения из мрамора, чтобы ознакомиться с техникой этого мастерства. Это было первое произведение из мрамора, исполненное русским художником, и единственная дошедшая до нас оригинальная работа Иванова, оконченная им в 1775 году. Им были выполнены в Риме ещё два барельефа: «Время, держащее медаль с изображением Екатерины II, и История, записывающая достопамятные дела её, сидя на облаках и будучи окружена гениями, изображающими различные художества, с трубящей славой» и «Гений художества, держащий вензель своего покровителя и любующийся им» (1774).
Вернулся в Петербург (1776). Получил звание «назначенного в академики» (1776) за сделанную в Париже (1772) копию в гипсе со статуи «Плутон». Был произведен в академики (1777) за аллегорическую фигуру из алебастра «Город Петербург, торжествующий победы».
Не видя большого успеха своих произведений в обществе, Иванов оставил художественное поприще и определился переводчиком в Коллегию иностранных дел (1778), по азиатскому департаменту, где и дослужился до чина статского советника. Памятником его деятельности за время службы в коллегии остается изданный им перевод итальянской книги «Понятие о современном живописце» (С.-Петербург, 1789).
Известные работы: барельефы «Крещение св. Ольги в Константинополе под именем Елены» (1769, украшал одну из стен Тронного зала Большого дворца в Петергофе; повторение — 1776), «Время, держащее медальон с изображением Екатерины II…» и «Гений художества» (оба 1774); копия со статуи Пажу «Плутон» (до 1773), программа «Торжествующий в победах город Санкт-Петербург» (аллегорическая фигура, 1776—1777); возможно выполнил статую Минервы (была установлена в 1779 на мраморной колонне в Регулярном парке усадьбы Кусково гр. П. Б. Шереметева).

## Примечание
1. ↑  Кондаков, 1915, с. 254.
2. ↑  Собко, 1897.
3. ↑  Российская Академия художеств: Иванов Архип Матвеевич.